# رانوپیسو
رانوپیسو (به لاتین: Ranopiso) یک منطقهٔ مسکونی در ماداگاسکار است که در توآلانارو واقع شده‌است. رانوپیسو ۹٬۰۰۰ نفر جمعیت دارد و ۱۵۳ متر بالاتر از سطح دریا واقع شده‌است.